# Dasypoda rudis
Dasypoda rudis is een vliesvleugelig insect uit de familie Melittidae. De wetenschappelijke naam van de soort is voor het eerst geldig gepubliceerd in 1857 door Gistel.